# Zwartkeeldiksnavelmees
De zwartkeeldiksnavelmees (Paradoxornis flavirostris) is een zangvogel uit de familie Paradoxornithidae (diksnavelmezen).

## Verspreiding en leefgebied
Deze soort komt voor op graslanden in het noordoosten van India.

## Status
De grootte van de populatie is in 2023 geschat op 1500-4000 volwassen vogels. Het verspreidingsgebied is klein en versnipperd, er zijn slechts vijf plaatsen bekend waar deze vogel voorkomt. Op de Rode lijst van de IUCN heeft deze soort daarom de status kwetsbaar.